# Валенти, Джек
Джек Джозеф Валенти (англ. Jack Joseph Valenti; 5 сентября 1921, Хьюстон, Техас — 26 апреля 2007, Вашингтон) — бывший президент Американской ассоциации кинокомпаний (1966—2004).
Во время своего 38-летнего пребывания в MPAA он создал систему рейтингов фильмов MPAA. Джек Валенти считался одним из наиболее влиятельных лоббистов авторского права в мире.

## Биография
Валенти родился в Хьюстоне, штат Техас, США, 5 сентября 1921 года. Сын итальянских иммигрантов. Во время Второй Мировой войны служил в звании первого лейтенанта ВВС армии Соединённых Штатов. Валенти имел 51 вылет на боевые задачи в качестве лётчика-командира бомбардировщика Б-25. Получил четыре награды, в том числе в почётный крест и медаль.
В 1946 году Валенти окончил Хьюстонский университет. Получил степень бакалавра. Учась в университете, он работал сотрудником университетской газеты The Daily Cougar, был президентом университетского общества студенческого самоуправления, позднее входил в состав попечительского совета университета.
Получив в 1948 году степень магистра Гарвардского университета, Валенти пошёл работать в рекламный отдел компании Техас АЗС, помогая ей увеличивать продажи.
В 1952 году, он и его напарник Уэлдон Уикли основали рекламное агентство Уикли & Валенти. Их первым клиентом была нефтяная компания «Коноко». В 1956 году Валенти познакомился с сенатором Линдон Б. Джонсоном. Компания Уикли & Валенти начала заниматься политической деятельностью. В 1960 году его фирма участвовала в президентской кампании Кеннеди-Джонсон.

## Политическая карьера
Валенти выступал в качестве связующего звена со средствами массовой информации 22 ноября 1963 года во время визита президента Джона Ф. Кеннеди и вице-президента Линдона Б. Джонсона в Далласе, штат Техас. Валенти был в составе президентского кортежа во время убийства президента. После убийства Президента Кеннеди Валенти присутствовал на церемонии принятия присяги Линдона Джонсона на борту самолёта и полетел с новым президентом в Вашингтон. Затем он стал первым «специальным помощником» Джонсона. В 1964 году Джонсон поручил Валенти выстраивать отношения с республиканским руководством Конгресса, особенно с Джеральдом Фордом и Чарльзом Халлеком.

## Карьера в MPAA
В 1966 году Валенти, по настоянию студии Universal стал президентом киноассоциации Америки.
В 1968 году Валенти создал рейтинговую систему оценки фильмов. До начала её использования рейтинговой системы в США действовал полный запрет на показ на широком экране сцен насилия и сексуальных сцен. Первоначальная система Валенти делила фильмы на четыре рейтинга (категории), для каждого из которых были установлены ограничения по возрасту зрителей и условиям просмотра: G — без ограничений, M — дети допускаются в сопровождении взрослых, R — лица до 16 лет допускаются в сопровождении взрослых, X — лица до 16 лет не допускаются. В дальнейшем эта система несколько раз изменялась.
В конце 1970-х и начале 1980-х годов Валенти стал известен яркими нападками на бытовой кассетный видеомагнитофон Sony Betamax, из-за которого могла терпеть убытки киноиндустрия. В 1982 году он сказал на панели Конгресса: «Я говорю вам, что видеомагнитофон для американского кинопродюсера и американской публики то же, что бостонский душитель для женщины, когда она одна дома». Несмотря на предсказание Валенти об упадке киноиндустрии, рынок домашнего видео в конечном счёте стал основой доходов производителей фильмов на протяжении 1980-х и 1990-х годов.
В 1998 году Валенти лоббировал спорный закон об авторском праве в цифровую эпоху, утверждая, что нарушение авторских прав через Интернет серьёзно повредит киноиндустрии.

## Выход на пенсию
В августе 2004 года Валенти в возрасте 82 лет вышел на пенсию. Его заменил бывший американский конгрессмен и министр сельского хозяйства Дэн Гликман. Ответственным за распределение рейтингов стал Джоан Грейвз.
После выхода на пенсию Валенти стал участвовать в технологиях, связанных с венчурной деятельностью, принимал активное участие в борьбе с контрафактной видеопродукцией.
Валенти умер 26 апреля 2007 года в своём доме в Вашингтоне от инсульта. Похоронен на Арлингтонском Национальном кладбище.

## Личная жизнь
Валенти был долгое время холостяком. В 1962 году, в возрасте 41 года, он женился на Мэри Маргарет Валенти. У них родилось трое детей.

## Награды и звания
Валенте получил Крест лётных заслуг и Воздушную медаль за службу в ВВС во время Второй мировой войны.
В 1969 году Джек Валенти получил Бронзовый медальон — высшую гражданскую награду города Нью-Йорк.
В 1985 году Джек Валенти получил французский Орден Почётного легиона.
В 2002 году Валенти стал почётным доктором университета в Хьюстоне.

## Память
Американская ассоциация кинопроизводителей учредила премию имени Джека Валенти. Первым лауреатом премии Валенти в 2007 году был Клинт Иствуд. За многолетнюю работу в Американской ассоциации кинопроизводителей Валенти был удостоен персональной звезды на Аллее славы.

## Труды
- Десять героев и две героини (1957)
- Горький вкус славы (1971)
- Права президента (1976; ISBN 0-671-80834-6)
- Охранять и защищать (1992; ISBN 0-385-41735-7)
- Говорить с уверенностью (2002; ISBN 0-7868-8750-8)
- На этот раз это место (2007; ISBN 0-307-34664-1)

## Наследие
Мемуары Валенти — Моя жизнь на войне, в Белом доме и в Голливуде были опубликованы 15 мая 2007 года, всего через несколько недель после его смерти.